# Campionat d'Europa de Futbol sub-17 de la UEFA 2007
La fase final del campionat d'Europa sub-17 2007  es va disputar a Bèlgica entre el 2 de maig i el 13 de maig. Les 5 millors seleccions (les 2 millors de cada grup més la millor tercera) es classificaren per al Campionat del Món de Futbol sub-17 de la FIFA 2007. Podien participar en aquesta competició els jugadors nascuts a partir de l'1 de gener de 1990.

## Classificacions
Hi ha dues rondes de classificació abans de la fase final: 
1. Ronda clasificatoria (15 de setembre - 22 de novembre 2006) amb 12 grups.
2. Ronda elit (19 de març - 31 de març 2007) amb 7 grups.

## Seleccions
- Bèlgica (amfitrió)
- Anglaterra (guanyador del grup 1 de classificació)
- França (guanyador del grup 2 de classificació)
- Alemanya (guanyador del grup 3 de classificació)
- Islàndia (guanyador del grup 4 de classificació)
- Països Baixos (guanyador del grup 5 de classificació)
- Espanya (guanyador del grup 6 de classificació)
- Ucraïna (guanyador del grup 7 de classificació)

Vegeu Campionat d'Europa de Futbol sub-17 de la UEFA 2007 (Seleccions) per a la llista completa de seleccions.

## Seus
- Tubize - Tubeke
- Ronse
- Verviers
- Visé - Wezet
- Eupen
- Tournai - Doornik

## Fase final

### Fase de grups

#### Grup A
| Equips   | PJ | G | E | P | GF | GC | DG | Pts |
| -------- | -- | - | - | - | -- | -- | -- | --- |
| Espanya  | 3  | 2 | 1 | 0 | 5  | 1  | 4  | 7   |
| França   | 3  | 1 | 1 | 1 | 4  | 5  | -1 | 4   |
| Alemanya | 3  | 1 | 1 | 1 | 3  | 2  | 1  | 4   |
| Ucraïna  | 3  | 0 | 1 | 2 | 3  | 7  | -4 | 1   |

| França | 0–2 | Espanya                       |
| ------ | --- | ----------------------------- |
|        |     | Iago Falqué 19 Fran Mérida 73 |

| Alemanya                              | 2–0 | Ucraïna |
| ------------------------------------- | --- | ------- |
| Sascha Bigalke 25 (pen) Toni Kroos 77 |     |         |

| Espanya                                            | 3–1 | Ucraïna              |
| -------------------------------------------------- | --- | -------------------- |
| Ignacio Camacho 31 Iago Falqué 62 Daniel Aquino 69 |     | Serhiy Shevchuk 80+1 |

| França                  | 2–1 | Alemanya      |
| ----------------------- | --- | ------------- |
| Damien Le Tallec 56, 71 |     | Toni Kroos 24 |

| Ucraïna                             | 2–2 | França                               |
| ----------------------------------- | --- | ------------------------------------ |
| Artur Karnoza 51 Dmytro Korishko 77 |     | Yann M'Vila 10 Thibault Bourgeois 44 |

| Espanya | 0–0 | Alemanya |
| ------- | --- | -------- |
|         |     |          |

#### Grup B
| Equips        | PJ | G | E | P | GF | GC | DG | Pts |
| ------------- | -- | - | - | - | -- | -- | -- | --- |
| Anglaterra    | 3  | 2 | 1 | 0 | 7  | 3  | 4  | 7   |
| Bèlgica       | 3  | 1 | 2 | 0 | 8  | 4  | 4  | 5   |
| Països Baixos | 3  | 1 | 1 | 1 | 7  | 6  | 1  | 4   |
| Islàndia      | 3  | 0 | 0 | 3 | 1  | 10 | -9 | 0   |

| Islàndia | 0–2 | Anglaterra                      |
| -------- | --- | ------------------------------- |
|          |     | Krystian Pearce 4 Danny Rose 24 |

| Països Baixos                            | 2–2 | Bèlgica                            |
| ---------------------------------------- | --- | ---------------------------------- |
| Nacer Barazite 44 Georginio Wijnaldum 77 |     | Nill Depauw 3 Eden Hazard 57 (pen) |

| Bèlgica          | 1–1 | Anglaterra     |
| ---------------- | --- | -------------- |
| Niels Ringoot 42 |     | Rhys Murphy 27 |

| Països Baixos                     | 3–0 | Islàndia |
| --------------------------------- | --- | -------- |
| Daley Blind 23, 52 Marko Matic 79 |     |          |

| Anglaterra                                                | 4–2 | Països Baixos                     |
| --------------------------------------------------------- | --- | --------------------------------- |
| Henri Lansbury 9 Victor Moses 15, 54 Tristan Plummer 80+2 |     | Luciano Narsingh 31 Luis Pedro 44 |

| Bèlgica                                                                      | 5–1 | Islàndia                |
| ---------------------------------------------------------------------------- | --- | ----------------------- |
| Kevin Kis 15, 68 (pen) Nill De Pauw 48 Christian Benteke 55 Niels Ringoot 58 |     | Kolbeinn Sigthórsson 19 |

### Partit pel 5è lloc, per al Campionat del Món de Futbol sub-17 de la FIFA 2007
| Alemanya                                 | 3–2 | Països Baixos                       |
| ---------------------------------------- | --- | ----------------------------------- |
| Toni Kroos 18 Richard Sukuta-Pasu 61, 76 |     | Patrick van Anolt 31 Marko Matic 38 |

### Semi-finals
| Espanya        | 1–1 (7–6) (penals) | Bèlgica               |
| -------------- | ------------------ | --------------------- |
| Bojan Krkić 72 |                    | David Rochela 63 (pp) |

| Anglaterra      | 1–0 | França |
| --------------- | --- | ------ |
| Victor Moses 11 |     |        |

### Final
| Espanya        | 1–0 | Anglaterra |
| -------------- | --- | ---------- |
| Bojan Krkić 48 |     |            |